# Кійокумо Еїдзюн
Кійокумо Еїдзюн (яп. 清雲 栄純, нар. 11 вересня 1950, Яманасі —) — японський футболіст, що грав на позиції захисника.

## Клубна кар'єра
Грав за команду Фурукава Електрік.

## Виступи за збірну
Дебютував 1974 року в офіційних матчах у складі національної збірної Японії. У формі головної команди країни зіграв 42 матчі.

## Статистика
Статистика виступів у національній збірній.
| Збірна Японії | Збірна Японії | Збірна Японії |
| Роки          | Ігри          | голи          |
| ------------- | ------------- | ------------- |
| 1974          | 1             | 0             |
| 1975          | 13            | 0             |
| 1976          | 9             | 0             |
| 1977          | 5             | 0             |
| 1978          | 0             | 0             |
| 1979          | 9             | 0             |
| 1980          | 5             | 0             |
| Усього        | 42            | 0             |